# Interwał
Interwał (z łac. intervallum, dosłownie „miejsce pomiędzy szańcami”) – w teorii muzyki jest to odległość między dwoma dźwiękami.

## Nazewnictwo
Nazwy interwałów pochodzą od łacińskich nazw liczebników i określają liczbę stopni zawartych między dźwiękami tworzącymi dany interwał, wraz z tymi dźwiękami.
Nazwy interwałów (liczba stopni tworzących interwał):
pryma (1) – odległość między powtórzonymi stopniami skali – 0 półtonów
sekunda (2) – odległość między sąsiednimi stopniami skali – 1 lub 2 półtony
tercja (3) – odległość między trzema kolejnymi stopniami skali – 3 lub 4 półtony
kwarta (4) – 5 półtonów
tryton (4< lub 5>) – 6 półtonów
kwinta (5) – 7 półtonów
seksta (6) – 8 lub 9 półtonów
septyma (7) – 10 lub 11 półtonów
oktawa (8) – 12 półtonów
nona (9) – odległość oktawy i sekundy – 13 lub 14 półtonów
decyma (10) – odległość oktawy i tercji – 15 lub 16 półtonów
undecyma (11) – odległość oktawy i kwarty – 17 półtonów
oktawa i tryton (11< lub 12>) – odległość oktawy i trytona – 18 półtonów
duodecyma (12) – odległość oktawy i kwinty – 19 półtonów
tercdecyma (13) – odległość oktawy i seksty – 20 lub 21 półtonów
kwartdecyma (14) – odległość oktawy i septymy – 22 lub 23 półtony
kwintdecyma (15) – odległość dwóch oktaw – 24 półtony.
Podstawowe interwały: sekunda (2), tercja (3), kwarta (4), kwinta (5), seksta (6), septyma (7).
Dla interwałów większych od kwintdecymy stosuje się nazwy: dwie (trzy itd.) oktawy i sekunda (tercja, kwarta itd.).

## Podział interwałów

### Proste, złożone
Podział ten dotyczy liczby stopni zawartych w interwale:
- interwały proste – interwały o rozpiętości nieprzekraczającej ośmiu stopni zawartych między dźwiękami składowymi (czyli wszystkie od prymy do oktawy włącznie),
- interwały złożone – interwały o rozpiętości przekraczającej osiem kolejnych stopni (np. nona to oktawa + sekunda).

### Czyste, wielkie, małe
| Interwały czyste                                                                                           | Interwały wielkie | Interwały małe                                                                                           |
| --- | --- | --- |
| pryma czysta kwarta czysta kwinta czysta oktawa czysta undecyma czysta duodecyma czysta kwintdecyma czysta | sekunda wielka tercja wielka seksta wielka septyma wielka nona wielka decyma wielka tercdecyma wielka kwartdecyma wielka | sekunda mała tercja mała seksta mała septyma mała nona mała decyma mała tercdecyma mała kwartdecyma mała |

Kwarty, kwinty i oktawy to interwały czyste. Sekundy, tercje, seksty i septymy mogą być zarówno wielkie jak i małe. 

Para wyrażeń „interwał wielki” i „interwał mały” oraz wyrażenie „interwał czysty” wykluczają się wzajemnie. 

### Zwiększone, zmniejszone

#### Interwały zwiększone
Zwiększenie interwału osiąga się przez stosowanie znaków chromatycznych. W przypadku interwałów czystych i wielkich powstają interwały zwiększone, czyli z kwarty czystej powstaje kwarta zwiększona (znika „czysty” z nazwy), a z tercji wielkiej powstanie tercja zwiększona (znika „wielka”). W przypadku interwałów małych powstaje najpierw interwał wielki (z tercji małej powstaje tercja wielka). Dopiero później powstaje interwał zwiększony. Teoretycznie interwały mogą być zwiększane wielokrotnie, w praktyce do rzadkości już należy interwał podwójnie zwiększony, choć zdarzają się nawet interwały poczwórnie zwiększone.

#### Interwały zmniejszone
Zmniejszenie interwału osiąga się przez stosowanie znaków chromatycznych. W przypadku interwałów czystych i małych powstaje interwał zmniejszony, czyli z kwarty czystej powstaje kwarta zmniejszona (znika „czysty” z nazwy), a z tercji małej powstaje tercja zmniejszona (znika „mała”). W przypadku interwałów wielkich powstaje najpierw interwał mały (z tercji wielkiej powstaje tercja mała). Dopiero później powstaje interwał zmniejszony. Interwały mogą być zmniejszane wielokrotnie.

### Melodyczne, harmoniczne
Interwały melodyczne (zwane sukcesywnymi lub rozłącznymi) to takie, gdy dźwięki następują po sobie. Dzielą się na:
- górne – dźwięk wyższy następuje po niższym,
- dolne – dźwięk niższy następuje po wyższym.

Interwały harmoniczne (zwane symultatywnymi lub łącznymi) to takie, gdy dźwięki współbrzmią jednocześnie.

### Konsonanse, dysonanse
W zależności od współbrzmienia interwały dzieli się na:
- konsonanse, czyli zgodnie brzmiące,
  - doskonałe – wszystkie interwały czyste,
  - niedoskonałe – tercje i seksty wielkie oraz małe,
- dysonanse, czyli niezgodnie brzmiące – sekundy i septymy wielkie i małe, tryton (kwarta zwiększona lub kwinta zmniejszona), interwały zmniejszone i zwiększone.

Do tego podziału kwalifikują się również odpowiednie interwały złożone. 
W okresie średniowiecza za konsonanse uważano jedynie interwały czyste: prymę, kwartę, kwintę i oktawę. Wiek XIII i XIV przyniósł rozluźnienie zasad harmonii, dopuszczając tercję i sekstę jako tzw. konsonanse niedoskonałe. We współczesnej muzyce podziały te zatarły się, a w wyniku osłuchania nawet interwały sekundy i septymy (zwłaszcza septymy małej), często łączonej w akordach z funkcją dominanty nie mają w odczuciu odbiorcy charakteru dysonansu.

## Oznaczanie interwałów
Interwały oznacza się odpowiednimi cyframi arabskimi. I tak 1 oznacza prymę, 2 – sekundę itd... Do oznaczenia interwałów czystych i wielkich wystarczy sama cyfra. Wyjątkiem jest septyma wielka oznaczana 7<. Interwały małe oznacza się dodając > z prawej strony. Wyjątek stanowi septyma mała, którą oznacza się 7 (bez znaku >).
Interwały zwiększone oznacza się umieszczając < z prawej strony cyfry. Wyjątkiem jest septyma zwiększona oznaczana 7<<.
Interwały zmniejszone oznacza się umieszczając >> z prawej strony cyfry. Wyjątkiem jest septyma zmniejszona oznaczana 7> oraz interwały czyste (np. kwinta zmniejszona – 5>, kwarta zmniejszona – 4> i in.)
Interwały kilkukrotnie zwiększone (lub zmniejszone) oznacza się umieszczając odpowiednią liczbę odpowiednich znaków, biorąc pod uwagę wyjątki związane z septymami.

## Przewroty interwałów
Przewrót interwału prostego to przeniesienie dolnego dźwięku o oktawę wyżej, lub dźwięku górnego o oktawę niżej. Interwały czyste po dokonaniu przewrotu dają interwały czyste. Interwały małe dają wielkie (analogicznie: z wielkich powstają małe). Interwały zmniejszone dają interwały zwiększone. „Suma” nazw interwałów daje 9 (czyli pryma(1) po przewrocie staje się oktawą(8), sekunda(2) – septymą(7) itd.)
Przykłady:
- tercja wielka – po przewrocie: seksta mała
- kwarta podwójnie zwiększona – po przewrocie: kwinta podwójnie zmniejszona
- oktawa zmniejszona – po przewrocie: pryma zwiększona

Podobnie jest z przewrotami interwałów złożonych. Taki interwał sprowadzany jest do odpowiedniego interwału prostego i na jego podstawie ustalany jest przewrót. Np. decyma to oktawa + tercja. Przewrót decymy liczony jest tak, jakby to był przewrót tercji. Otrzymujemy więc sekstę.

## Określanie nazwy interwału
Aby określić nazwę interwału należy określić:
1. liczbę stopni, jaką zawiera interwał
2. rodzaj interwału ze względu na liczbę półtonów przy pominięciu znaków chromatycznych (czysty, wielki, mały)
3. ewentualny wpływ znaków chromatycznych na zwiększenie lub zmniejszenie interwału

Przykłady:
1. 1. Między gis¹ a cis² są zawarte 4 stopnie (liczone ilością linii i pól pomiędzy dźwiękami na pięciolinii) – jest to kwarta.
  2. Między gis¹ a cis² znajduje się pięć półtonów – jest to kwarta czysta – 4.
2. 1. Między e¹ a h¹ zawartych jest 5 stopni – jest to kwinta.
  2. Między e¹ a h¹ znajduje się siedem półtonów – jest to kwinta czysta – 5.
  3. Znaki chromatyczne.
    1. Podwójny krzyżyk przy e¹ zmniejsza interwał (podnosi dolny dźwięk interwału o 2 półtony) – jest to kwinta podwójnie zmniejszona – 5>>.
    2. Bemol przy h¹ też zmniejsza interwał (obniża górny dźwięk o pół tonu) – jest to już kwinta potrójnie zmniejszona – 5>>>.

  4. Jest to kwinta potrójnie zmniejszona co oznaczamy 5>>>.
3. 1. Między c¹ a h¹ jest zawartych siedem stopni i jedenaście półtonów – jest to septyma wielka – 7<
  2. Znaki chromatyczne.
    1. Podwójny bemol przy c¹ obniża dolny dźwięk interwału o dwa półtony (więc dwa razy zwiększa interwał) – jest to septyma podwójnie zwiększona – 7<<<
    2. Podwójny krzyżyk przy h¹ podwyższa górny dźwięk interwału o dwa półtony (więc dwa razy zwiększa interwał) – powstaje septyma poczwórnie zwiększona – 7<<<<<

  3. Jest to septyma poczwórnie zwiększona co zapisujemy 7<<<<<.

## Budowanie interwałów
Przykład:

Zbudować septymę zwiększoną od dźwięku fis¹.

1. Zaznaczamy na pięciolinii dźwięk fis¹.
2. Szukamy na pięciolinii dźwięku, położonego o siedem stopni wyżej, który tworzy septymę z dźwiękiem fis¹. Jest to e². Zaznaczamy go na pięciolinii.
3. Pomiędzy fis¹ a e² jest zawarty interwał septymy małej. Aby uzyskać z niej septymę zwiększoną musimy podnieść dźwięk e² o cały ton. W tym celu umieszczamy przy e² podwójny krzyżyk.

## Rozwiązywanie interwałów
Obowiązujące do XIX wieku zasady harmonii narzucały konieczność rozwiązywania dysonansowych interwałów na konsonanse. Były dwa możliwe sposoby wykonania takiego rozwiązania:
- rozwiązanie w ruchu bocznym – jeden z dźwięków zostaje niezmieniony, zaś drugi zmienia się co najmniej o sekundę
- rozwiązanie w ruchu przeciwnym – oba dźwięki zmieniają się o co najmniej sekundę (oba do środka lub na zewnątrz dotychczasowego interwału)

Powyższy przykład pokazuje rozwiązanie trytonu (4<) na 3 (w ruchu bocznym) i na 6> (w ruchu przeciwnym).

## Stosunek częstotliwości dźwięków w zależności od interwału
Stosunek częstotliwości dźwięków tworzących interwał jest stały i charakterystyczny dla niego. W skali równomiernie temperowanej wynosi:
{\displaystyle {\frac {f'}{f}}=\left({\sqrt[{12}]{2}}\ \right)^{n},}
gdzie:
- {\displaystyle f'} – częstotliwość dźwięku wyższego,
- {\displaystyle f} – częstotliwość dźwięku niższego,
- {\displaystyle n} – rozmiar interwału w półtonach.

Natomiast w skali naturalnej stosunki częstotliwości wynoszą odpowiednio:
| pryma             | 1/1   |
| sekunda mała      | 16/15 |
| sekunda wielka    | 9/8   |
| tercja mała       | 6/5   |
| tercja wielka     | 5/4   |
| kwarta czysta     | 4/3   |
| kwarta zwiększona | 45/32 |
| kwinta czysta     | 3/2   |
| seksta mała       | 8/5   |
| seksta wielka     | 5/3   |
| septyma mała      | 16/9  |
| septyma wielka    | 15/8  |
| oktawa czysta     | 2/1   |

Można też mówić o dźwięku durowym (stosunek częstotliwości 9/8), molowym (10/9), półdźwięku (16/15) i wielkiej limmie (27/25). Skala diatoniczna dzieli oktawę na 3 dźwięki durowe, 2 molowe i 2 półdźwięki, zaś skala pentatoniczna, używana między innymi przez dudziarzy – na 1 dźwięk durowy, 4 molowe i 2 wielkie limmy (między C i D oraz między F i G).